# Allium convallarioides
Allium convallarioides là một loài thực vật có hoa trong họ Amaryllidaceae. Loài này được Grossh. mô tả khoa học đầu tiên năm 1924.